# Campeonato Mundial de Ciclismo en Ruta de 1975
Los Campeonatos del mundo de ciclismo en ruta de 1975 se celebró en la ciudad belga de Yvoir del 27 de agosto al 31 de agosto de 1975. 

## Resultados
| Evento                     | Oro                                                                                   | Oro            | Plata                                                                            | Plata | Bronce                                                                          | Bronce   |
| -------------------------- | ------------------------------------------------------------------------------------- | -------------- | -------------------------------------------------------------------------------- | ----- | ------------------------------------------------------------------------------- | -------- |
| Pruebas masculinas         |                                                                                       |                |                                                                                  |       |                                                                                 |          |
| Hombres - carrera en línea | Hennie Kuiper · Países Bajos                                                          | 6 h 39 min 19s | Roger De Vlaeminck · Bélgica                                                     | + 17s | Jean-Pierre Danguillaume Francia                                                | m.t.     |
| Contrerreloj por equipos   | Polonia · Tadeusz Mytnik · Mieczyslaw Nowicki · Ryszard Szurkowski · Stanisław Szozda | 2h 09' 07"     | Unión Soviética Gennady Komnatov Valery Chaplygin Aavo Pikkuus Vladimir Kaminski | + 5"  | Checoslovaquia Petr Matousek Vlastimil Moravec Vladimir Vondracek Petr Buchacek | + 1' 39" |
| Amateur - carrera en línea | André Gevers · Países Bajos                                                           | 4h 18' 01"     | Sven-Ake Nilsson · Suecia                                                        | + 2"  | Roberto Ceruti · Italia                                                         | + 57"    |
| Pruebas femeninas          |                                                                                       |                |                                                                                  |       |                                                                                 |          |
| Mujeres - carrera en línea | Tineke Fopma · Países Bajos                                                           | 1h 32' 36"     | Geneviève Gambillon Francia                                                      | + 1"  | Keetie van Oosten-Hage · Países Bajos                                           | m.t.     |